# Ermita de Sant Antoni (Sot de Ferrer)
L'ermita de Sant Antoni situada al terme municipal de Sot de Ferrer, es localitza sobre el pujol anomenat "Muntanya de Sant Antoni", i l'existència de la qual ja consta l'any 1681.
Es tracta d'un edifici de planta en creu llatina, amb cúpula en el creuer, amb talla d'estil Xorigueresc ben acusat, així com el seu presbiteri i creuer. Que des de la seua fundació va ser dedicada al sant franciscà, ho demostren els quatre atributs d'aquest, que porten els angles de cadascuna de les llunetes angulars sobre les quals descansa la cúpula, que són: el llibre dels Evangelis (predicació), el lliri (la puresa), el martell (contra l'heretgia), i la mitra (el premi ofert al sant per l'Església).
L'única nau és un rectangle que no guarda esquadra, amb una longitud de 13,22 metres (del costat de l'Evangeli), per 14,07 metres (del costat de l'Epístola). La longitud del creuer és de 10,25 metres, i tota ella de 3 metres d'altitud. La volta és de mig punt imperfecte.
En la fornícula de l'altar Major, la imatge de Sant Antoni de Pàdua, escultura d'un metre decorada en verd, i amb el Nen Jesús, i en el creuer de l'Evangeli, l'altar amb la imatge, grandària natural, de Jesús Crucificat, anomenat El Crist de la Providència, i al davant l'altar de la Transfiguració del Senyor, pintura a l'oli sobre llenç.
A l'espai que forma el quadre posterior al presbiteri i al creuer, està emplaçada la sagristia, el púlpit en el mur de la nau, d'aquest mateix costat, abans de la porta principal. Era aquesta de fusta senzilla, d'1,30 metres d'amplària per 2,30 m d'altura, de dues fulles iguals practicables. Al peu de la capella, sobre part de l'actual atri exterior, estava el pis de l'anomenat cor, al que es pujava per l'escala al costat de la porta d'entrada. En ell, una finestra amb eix donava llum de l'exterior, i una altra més petita, per a la campana de cridar al culte.
Porta aquesta capella atri exterior obert i rectangular al llarg de la façana, amb dos arcs o pòrtics de front, més un d'obert al poble i paisatge, i el seu oposat, tapiat cap a la serra d'Espadà.
Des de l'esmentat creuer a l'atri, està la casa de l'ermità. Consta de planta baixa amb porta d'entrada a l'atri, cuina i llar, a més d'un pis alt que es perllonga a tot l'ample de l'esmentat atri.